# Fritz Kranz (Intendant)
Fritz Kranz, eigentlich Friedrich Lambert Kranz (* 15. Juni 1897 in Aachen; † 19. August 1984 in Niederkrüchten) war ein deutscher Schauspieler, Theaterregisseur und Theaterintendant.

Fritz Kranz ca. 1954

## Leben
In seinem Geburtsort Aachen legte Kranz 1916 das Abitur ab. Anschließend studierte er Germanistik und Geschichte in Frankfurt, München und Bonn. Von Juni 1917 bis Kriegsende 1918 war er zum Militärdienst eingezogen.
Im Dezember 1918 wurde er in die Schauspielschule des Düsseldorfer Schauspielhauses aufgenommen und erhielt Unterricht bei Louise Dumont, Gustav Lindemann, Paul Henckels und Fritz Holl. 1921 heiratete er Elisabeth Lili Kranz, geb. Hecker. Dem Ehepaar wurden in den nächsten 20 Jahren fünf Kinder geboren, von denen eines bereits im Kleinkindalter starb. Ab 1922 hatte Kranz Engagements als Schauspieler und Regisseur in Herne-Recklinghausen und Bonn, von wo er 1925 als Schauspieler zum Staatstheater in München wechselte. Von 1926 bis 1928 war er wieder in Bonn engagiert. 1928 wurde er zum Intendanten des Städtebundtheaters in Neuss ernannt, 1930  zum Intendanten des Theaters Mönchengladbach-Rheydt. Zum Spielzeitende 1933 wurde auf Betreiben der Nationalsozialisten sein Vertrag nicht verlängert, weil er kein Parteimitglied war. 1933 wurde er Intendant in Trier, wo sein Vertrag Ende der Spielzeit 1935 ebenfalls auf Betreiben der Nationalsozialisten nicht verlängert wurde. Er weigerte sich weiterhin beharrlich, in die NSDAP einzutreten. 1935 folgte ein Engagement als Intendant in Hanau, wo erneut zum Ende der Spielzeit 1940 die Vertragsverlängerung auf Betreiben der Nationalsozialisten verweigert wurde. 1940 wurde Kranz Intendant in Oberhausen, dessen Theater er erfolgreich aus einer finanziellen und künstlerischen Krise führte. Es gelang ihm auch, den Spielbetrieb trotz der Zerstörung des Theaters durch einen Bombenangriff am 27. April 1943 aufrechtzuerhalten. Seine Arbeit wurde erschwert, weil er von zwei auf ihn angesetzten Parteimitglieder im Ensemble beobachtet wurde.
1945 erfolgte die erneute Berufung als Intendant zur Wiedereröffnung an das Theater Rheydt. Diese Position erfüllte er bis 1964. In diese Zeit fällt auch die Gründung der jährlichen Freilichtspiele im Sommer in Schloss Rheydt.
Ab 1966 wirkte er als Gast im Schauspiel Aachen.
1974 starb Lili Kranz. Fritz Kranz starb 1984 und ist in Neuss neben seiner Frau beerdigt.